# 2015년 북인도양 사이클론
2015년 북인도양 사이클론은 2015년 벵골만에서 활동 중이거나 활동한 사이클론들을 기록한 문서이다. 6월 7일 아라비아 해 제1호 사이클론 아쇼바의 발생을 시작으로, 11월 26일 현재 8개의 열대 저기압이 발생하였다.

## 활동한 사이클론

### 벵골 만 (BOB)

#### 제2호 사이클론 코멘
제2호 사이클론 코멘 (Cyclonic Storm Komen)은 7월 25일 방글라데시와 인도 연안에서 발생한 저기압으로부터 발생하였다. 다음날 오전 벵골 만 제2호 저기압으로 지정되었다. 처음에는 정체되어 있다가, 7월 28일 오전 3시 이후 점차 남서진하다가 남동쪽으로 방향을 틀어 7월 29일 자정에 발달한 저기압으로 격상되었다. 제2호 발달한 저기압은 이후 북진하면서 같은 날 오후 6시 사이클론 "코멘"으로 발달하였다. 7월 30일 오후 2~3시경 사이클론 코멘은 방글라데시와 인도 국경 부근에 상륙하였다. 상륙 후 북북서진하며 오후 9시에 발달한 저기압으로 약화되었고, 서북서쪽으로 방향을 틀면서 7월 31일 정오에 저기압으로 약화되었다. 이 세력과 방향을 유지한 채 8월 1일 정오까지 이동하다가 서-서남서진하게 되었고, 8월 2일 정오에 결국 인도 자르칸드 주에서 소멸하였다.
사이클론 코멘은 1965년 이후 발생한 7월 북인도양 사이클론 중 4번째였다. 이전에 발생한 3개의 사이클론은 각각 1972년, 1973년, 1989년에 발생하였다. 또한 이 사이클론은 미얀마에서 진행 중이던 홍수를 악화시켰으며, 여기에서 2명이 사망하였다. 더불어 인도 서벵골 주에서 83명, 방글라데시에서 6명이 사망하였다.

### 아라비아 해 (ARB)

#### 제1호 사이클론 아쇼바
제1호 사이클론 아쇼바 (Cyclonic Storm Ashobaa)은 6월 6일 아라비아 해 동부에서 발달한 저기압으로부터 발생하였다. 다음날 오전 3시 이 저기압은 아라비아 해 제1호 저기압으로 지정되었고, 그 다음날인 6월 8일 자정에 발달한 저기압으로 격상되었다. 3시간 후 제1호 발달한 저기압은 사이클론으로 발달하여 '아쇼바'로 명명되었다. 사이클론 아쇼바는 서서히 발달하여 6월 9일 오후 6시 3분 평균 풍속 45노트, 최저 기압 990 헥토파스칼로 최성기를 맞이하였고, 이 세력을 24시간 유지하였다. 6월 10일 오후부터 아쇼바는 강한 윈드 시어와 낮은 수온으로 인해 점차 약화되기 시작하였고, 결국 6월 11일 오후 6시 발달한 저기압으로 약화되었다. 곧이어 저기압으로 약화된 후, 오만의 동쪽에서 소멸하였다.

#### 제3호 발달한 저기압
10월 9일 발생한 아라비아 해 제3호 저기압은 10월 10일 오전에 발달한 저기압으로 격상되면서 북북서진하였다. 이 세기를 유지하다가, 10월 11일 자정에 저기압으로 약화되었고, 10월 12일 오전 3시 아라비아 해 중동부 해상에서 소멸하였다.

## 사이클론 이름
| - 제1호 아쇼바 - 제2호 차팔라 | - 제3호 메그 |

## 같이 보기
- 2015년 북대서양 허리케인
- 2015년 동태평양 허리케인
- 2015년 태풍